# 羅塔瓦

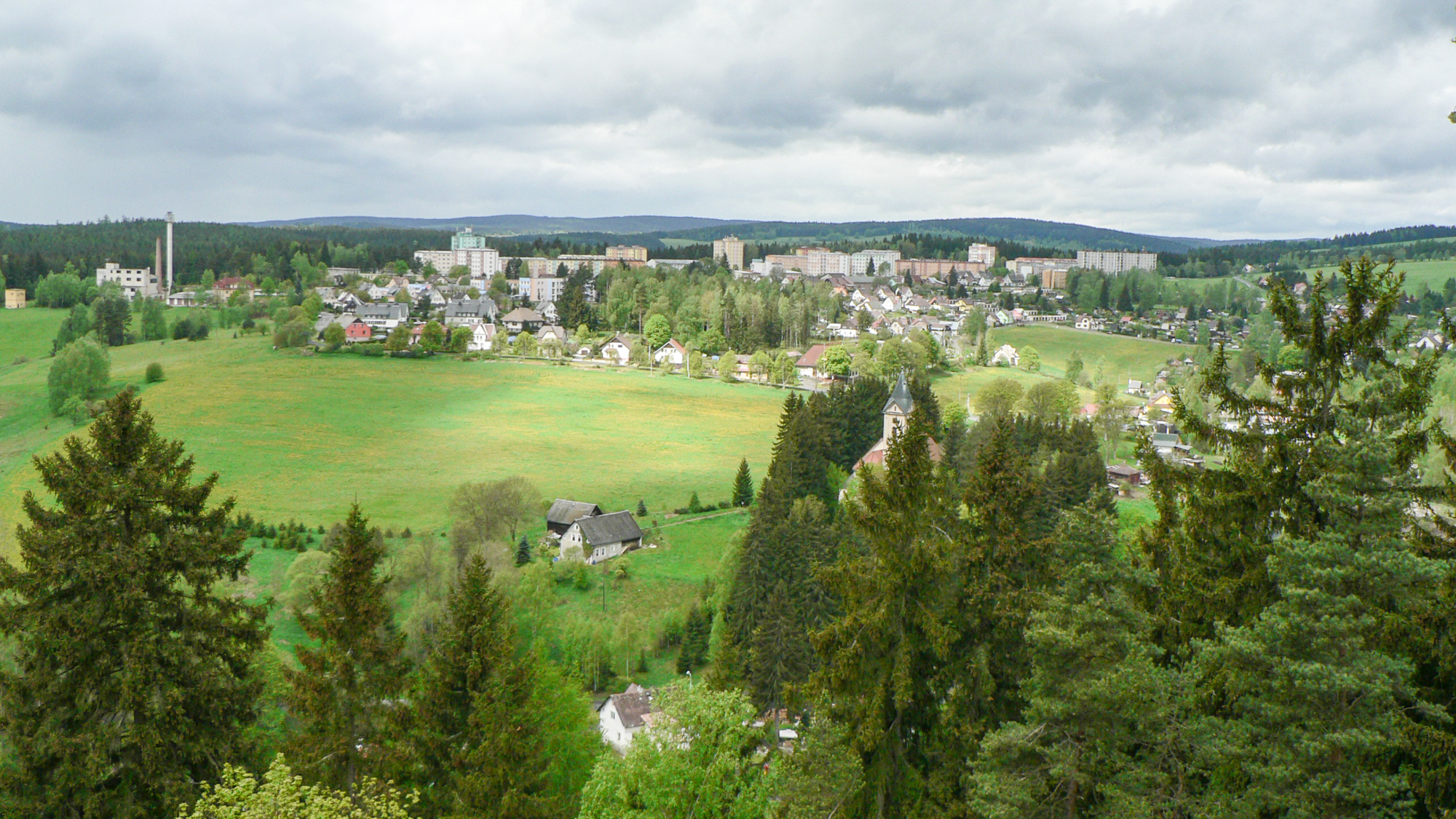
從羅塔瓦自然紀念碑欣賞羅塔瓦市的景色。

羅塔瓦是捷克的城鎮，位於該國西部，距離克拉斯利采7公里，由卡羅維發利州負責管轄，面積12.02平方公里，海拔高度568米，該鎮在1543年發現鐵礦，2006年人口3,442。

## 外部連結
- Municipal website （页面存档备份，存于）